# Bowling Saturne
Bowling Saturne je francouzský film režisérky Patricie Mazuyové. Jde o její pátý celovečerní hraný film. Scénář režisérka napsala ve spolupráci s Yvesem Thomasem; po filmech Saint-Cyr (2000) a Paul Sanchez est revenu! (2018) jde o jejich třetí spolupráci. Film produkuje Patrick Sobelman pro společnost Ex Nihilo. Původně se měl jmenovat Les jeunes filles à la peau blanche dans la nuit a hlavní roli měl ztvárnit Vincent Macaigne. Do jeho role byl nakonec obsazen Arieh Worthalter. Hraje policistu Guillauma, který po smrti svého otce zdědil bowlingovou hernu. Kvůli vlastnímu pracovnímu vytížení její správu svěří svému nevlastnímu bratrovi Armandovi (Achille Reggiani). Jeho nepředvídatelné chování mu však brání, aby se mohl naplno věnovat práci. Hudbu by měl složit Wyatt E. Natáčení začalo koncem února 2021 a mělo by skončit v dubnu téhož roku. Probíhalo převážně v regionu Normandie, ve městech Lisieux, Caen a Deauville.

## Obsazení
| Arieh Worthalter | Guillaume |
| Achille Reggiani | Armand    |
| Y Lan Lucas      |           |